# Juan Oleinicki
Juan Alberto Oleinicki (ur. 1939 w Berisso) – argentyński piłkarz grający podczas kariery na pozycji bramkarza.

## Kariera klubowa
Juan Oleinicki rozpoczął karierę w klubie Estudiantes La Plata w 1961. W Estudiantes występował do 1968 (z krótką przerwą na grę w kolumbijskim Deportivo Cali). Z Independiente zdobył mistrzostwo Argentyny Metropolitano 1967. Na arenie międzynarodowej zdobył z Estudiantes Copa Libertadores w 1968 (nie wystąpił żadnym z trzech meczach finałowych S.E. Palmeirasem). Ogółem w latach 1960-1967 rozegrał w lidze argentyńskiej 92 mecze. W 1969 powrócił do Kolumbii, gdzie został zawodnikiem klubu América Cali.

## Kariera reprezentacyjna
W 1963 Oleinicki był kadrze na Mistrzostwa Ameryki Południowej. Na turnieju w Boliwii Argentyna zajęła trzecie miejsce, a Oleinicki był rezerwowym i nie wystąpił w żadnym meczu. Nigdy nie zdołał zadebiutować w reprezentacji Argentyny.